# Oleksandr Salnikov
Oleksandr Petrovytsj Salnikov (Oekraïens: Олександр Петрович Сальников, Russisch: Александр Петрович Сальников) (Sebastopol, 3 juli 1949 – Kiev, 17 november 2017) was een basketbalspeler die uitkwam voor het nationale team van de Sovjet-Unie.

## Loopbaan
Salnikov begon met basketbal te spelen bij Stroitel Krasnodar in 1968. In 1973 ging Salnikov spelen voor Stroitel Kiev. Na een jaar ging Salnikov naar CSKA Moskou. Met CSKA werd Salnikov een keer landskampioen van de Sovjet-Unie in 1976. Na twee jaar keerde Salnikov terug bij Stroitel Kiev. In 1978 ging hij spelen bij SKA Kiev. In 1989 sloot hij zijn carrière af bij Legia Warschau in Polen. In 1991 stopte Salnikov met basketballen.
Van 1991 tot 1993 was hij coach van Legia Warschau in Polen.
Salnikov won met de Sovjet-Unie twee keer brons op de Olympische Spelen in 1976 en 1980. Wel won Salnikov goud op het Wereldkampioenschap in 1974 en zilver in 1978. Na twee zilveren medailles in 1975 en 1977 op het Europees Kampioenschap won Salnikov goud in 1979 en 1981.
Salnikov kreeg de onderscheiding Meester in de sport van de Sovjet-Unie (1974).

## Erelijst
- Landskampioen Sovjet-Unie: 1
  - Winnaar: 1976
  - Tweede: 1975, 1977
  - Derde: 1974
- Olympische Spelen:
  - Brons: 1976, 1980
- Wereldkampioenschap: 1
  - Goud: 1974
  - Zilver: 1978
- Europees Kampioenschap: 2
  - Goud: 1979, 1981
  - Zilver: 1975, 1977